# Reprezentacja Estonii w skokach narciarskich
Reprezentacja Estonii w skokach narciarskich – grupa skoczków narciarskich wybrana do reprezentowania Estonii w międzynarodowych zawodach przez Estoński Związek Narciarski (Eesti Suusaliit).
W historii skoków pięciu skoczków estońskich zdobywało punkty Pucharu Świata:                                                W sezonie 2002/2003 pierwsze punkty zdobył Jens Salumäe, który podczas konkursu w Ruce zajął 29. miejsce. W tym samym sezonie pierwsze punkty zdobył Jaan Jüris, a 10 lat później w sezonie 2012/2013 czterokrotnie punkty zdobywał Kaarel Nurmsalu. Na początku sezonu 2018/2019 dzięki 19. miejscu w Ruce swoje pierwsze punkty uzyskał Artti Aigro, były to jego jedyne punkty zdobyte w tamtym sezonie. W sezonie 2022/2023 swój jedyny punkt w karierze zdobył Kevin Maltsev za sprawą 30. miejsca podczas konkursu TCS w Innsbrucku.
Sezon 2023/2024 był najlepszym w historii estońskich skoków narciarskich. Reprezentacja Estonii zdobyła w nim za sprawą Artti Aigro 66 punkty do Pucharu Narodów. Estończyk w tym sezonie punktował 13 razy. Najwyższym miejscem zajętym w tamtym sezonie przez skoczka było dwukrotnie 18. miejsce uzyskane w konkursach w Willingen oraz Sapporo.
Reprezentacja Estonii kilkukrotnie wystąpiła w konkursie drużynowym Pucharu Świata, jednak ani razu dzięki temu nie zdobyła punktów do klasyfikacji Pucharu Narodów. Łącznie Estonia wystąpiła w siedmiu konkursach drużynowych w latach 2004-2012 i w każdym z nich zajęła ostatnie miejsce. Drużynę estońską mogliśmy oglądać wyłącznie w zawodach rozgrywanych w fińskich miastach: Lahti oraz Ruce.

## Kadra na sezon 2024/2025
Trenerem reprezentacji Estonii na sezon 2024/2025 pozostał Rauno Loit. W składzie kadry znalazło się 4 skoczków:
- Artti Aigro
- Kevin Maltsev
- Andero Kapp
- Kaimar Vagul

Sztab szkoleniowy na sezon 2024/2025:
- Rauno Loit (trener)
- Lauri Olli (asystent trenera)
- Roomet Pikkor (kierownik zespołu)
- Liis Vasemägi (fizjoterapeutka)

## Kadra na sezon 2023/2024
Trenerem reprezentacji Estonii na sezon 2023/2024 pozostał Rauno Loit. W składzie kadry znalazło się 5 skoczków:
- Artti Aigro
- Markkus Alter
- Andero Kapp
- Kevin Maltsev
- Kaimar Vagul

Sztab szkoleniowy na sezon 2023/2024:
- Rauno Loit (trener)
- Lauri Olli (asystent trenera)
- Roomet Pikkor (kierownik zespołu)
- Liis Vasemägi (fizjoterapeutka)

## Kadra na sezon 2020/2021
Na sezon 2020/2021 w kadrze znalazło się 2 skoczków:
- Kevin Maltsev
- Artti Aigro

## Kadra na sezon 2017/2018
W sezonie 2017/2018 reprezentację Estonii w skokach narciarskich prowadzą Hillar Hein i Jaan Jüris. W składzie kadry znalazło się 4 skoczków:
- Martti Nõmme
- Taavi Pappel
- Kevin Maltsev
- Artti Aigro

## Występy wPucharze Świata

### Miejsca estońskich skoczków w klasyfikacji generalnejPucharu Świata[6]
| Sezon     | Zawodnik                          | Punkty                            | Miejsce                           |
| --------- | --------------------------------- | --------------------------------- | --------------------------------- |
| 2002/2003 | Jaan Jüris                        | 28                                | 54.                               |
| 2002/2003 | Jens Salumäe                      | 2                                 | 82.                               |
| 2003/2004 | Jens Salumäe                      | 10                                | 66.                               |
| 2004/2005 | Jaan Jüris                        | 2                                 | 88.                               |
| 2005/2006 | Jens Salumäe                      | 16                                | 59.                               |
| 2006/2007 | Jens Salumäe                      | 1                                 | 90.                               |
| 2007/2008 | Żaden zawodnik nie zdobył punktów | Żaden zawodnik nie zdobył punktów | Żaden zawodnik nie zdobył punktów |
| 2008/2009 | Żaden zawodnik nie zdobył punktów | Żaden zawodnik nie zdobył punktów | Żaden zawodnik nie zdobył punktów |
| 2009/2010 | Żaden zawodnik nie zdobył punktów | Żaden zawodnik nie zdobył punktów | Żaden zawodnik nie zdobył punktów |
| 2010/2011 | Żaden zawodnik nie zdobył punktów | Żaden zawodnik nie zdobył punktów | Żaden zawodnik nie zdobył punktów |
| 2011/2012 | Żaden zawodnik nie zdobył punktów | Żaden zawodnik nie zdobył punktów | Żaden zawodnik nie zdobył punktów |
| 2012/2013 | Kaarel Nurmsalu                   | 40                                | 49.                               |
| 2013/2014 | Kaarel Nurmsalu                   | 52                                | 59.                               |
| 2014/2015 | Żaden zawodnik nie zdobył punktów | Żaden zawodnik nie zdobył punktów | Żaden zawodnik nie zdobył punktów |
| 2015/2016 | Żaden zawodnik nie zdobył punktów | Żaden zawodnik nie zdobył punktów | Żaden zawodnik nie zdobył punktów |
| 2016/2017 | Kaarel Nurmsalu                   | 2                                 | 69.                               |
| 2017/2018 | Żaden zawodnik nie zdobył punktów | Żaden zawodnik nie zdobył punktów | Żaden zawodnik nie zdobył punktów |
| 2018/2019 | Artti Aigro                       | 12                                | 57.                               |
| 2019/2020 | Artti Aigro                       | 11                                | 57.                               |
| 2020/2021 | Artti Aigro                       | 63                                | 43.                               |
| 2021/2022 | Artti Aigro                       | 30                                | 55.                               |
| 2022/2023 | Artti Aigro                       | 33                                | 49.                               |
| 2022/2023 | Kevin Maltsev                     | 1                                 | 85.                               |
| 2023/2024 | Artti Aigro                       | 66                                | 43.                               |

### Miejsca estońskich skoczków w czołowej „15” w konkursachPucharu Świata
| Miejsce | Zawodnik        | Dzień        | Rok  | Miejscowość | Skocznia          | Punkt K | HS     | Skok 1  | Skok 2  | Nota      | Strata   | Zwycięzca             |
| ------- | --------------- | ------------ | ---- | ----------- | ----------------- | ------- | ------ | ------- | ------- | --------- | -------- | --------------------- |
| 15.     | Jaan Jüris      | 9 lutego     | 2003 | Willingen   | Mühlenkopfschanze | K-120   | N/A    | 119,5 m | 119,5 m | 113,1 pkt | 54,0 pkt | Noriaki Kasai         |
| 13.     | Kaarel Nurmsalu | 22 marca     | 2013 | Planica     | Letalnica         | K-185   | HS-215 | 194,5 m | 200,5 m | 368,3 pkt | 43,9 pkt | Gregor Schlierenzauer |
| 6.      | Kaarel Nurmsalu | 9 marca      | 2014 | Oslo        | Holmenkollbakken  | K-124   | HS-138 | 129,0 m | 123,0 m | 241,4 pkt | 24,0 pkt | Severin Freund        |
| 14.     | Artti Aigro     | 28 listopada | 2020 | Ruka        | Rukatunturi       | K-120   | HS-142 | 128,5 m | 129,5 m | 253,1 pkt | 60,3 pkt | Markus Eisenbichler   |
| 5.      | Artti Aigro     | 1 grudnia    | 2024 | Ruka        | Rukatunturi       | K-120   | HS-142 | 136,0 m | 136,0 m | 128,1 pkt | 15,3 pkt | Andreas Wellinger     |

## Występy naZimowych Igrzyskach Olimpijskich

### Zimowe Igrzyska Olimpijskie 2002
Igrzyska Olimpijskie rozgrywane w amerykańskim Salt Lake City były pierwszymi igrzyskami, na których wystąpili estońscy skoczkowie pod estońską flagą. Na igrzyska przyjechało trzech skoczków: Jaan Jüris, Tambet Pikkor i Jens Salumäe. W kwalifikacjach do konkursu na skoczni normalnej wystąpił tylko Jaan Jüris, który ostatecznie w nich odpadł. Na skoczni dużej wystąpiła już cała trójka, a Jensowi Salumäe udało się wejść do głównego konkursu i zająć w nim 49. miejsce. 

#### Skład zespołu:
- Jaan Jüris
- Tambet Pikkor
- Jens Salumäe

#### Konkurs indywidualny na skoczniK-90
| Miejsce | Zawodnik   | Dzień     | Rok  | Miejscowość | Skocznia          | Punkt K | HS  | Konkurs  | Kwalifikacje | Kwalifikacje | Kwalifikacje | Konkurs główny         | Konkurs główny         | Konkurs główny         | Konkurs główny         | Konkurs główny |
| Miejsce | Zawodnik   | Dzień     | Rok  | Miejscowość | Skocznia          | Punkt K | HS  | Konkurs  | Skok         | Nota         | Miejsce      | Skok 1                 | Skok 2                 | Nota                   | Strata                 | Zwycięzca      |
| ------- | ---------- | --------- | ---- | ----------- | ----------------- | ------- | --- | -------- | ------------ | ------------ | ------------ | ---------------------- | ---------------------- | ---------------------- | ---------------------- | -------------- |
| NQ      | Jaan Jüris | 10 lutego | 2002 | Park City   | Utah Olympic Park | K-90    | N/A | indywid. | 75,0 m       | 79,0 pkt     | 56.          | Nie zakwalifikował się | Nie zakwalifikował się | Nie zakwalifikował się | Nie zakwalifikował się | Simon Ammann   |

#### Konkurs indywidualny na skoczniK-120
| Miejsce | Zawodnik      | Dzień     | Rok  | Miejscowość | Skocznia          | Punkt K | HS  | Konkurs  | Kwalifikacje | Kwalifikacje | Kwalifikacje | Konkurs główny         | Konkurs główny         | Konkurs główny         | Konkurs główny         | Konkurs główny |
| Miejsce | Zawodnik      | Dzień     | Rok  | Miejscowość | Skocznia          | Punkt K | HS  | Konkurs  | Skok         | Nota         | Miejsce      | Skok 1                 | Skok 2                 | Nota                   | Strata                 | Zwycięzca      |
| ------- | ------------- | --------- | ---- | ----------- | ----------------- | ------- | --- | -------- | ------------ | ------------ | ------------ | ---------------------- | ---------------------- | ---------------------- | ---------------------- | -------------- |
| NQ      | Jaan Jüris    | 13 lutego | 2002 | Park City   | Utah Olympic Park | K-120   | N/A | indywid. | 100,5 m      | 74,4 pkt     | 54.          | Nie zakwalifikował się | Nie zakwalifikował się | Nie zakwalifikował się | Nie zakwalifikował się | Simon Ammann   |
| 49.     | Jens Salumäe  | 13 lutego | 2002 | Park City   | Utah Olympic Park | K-120   | N/A | indywid. | 112,5 m      | 99,5 pkt     | 26.          | 103,5 m                | N/Q                    | 78,9 pkt               | 202,5 pkt              | Simon Ammann   |
| NQ      | Tambet Pikkor | 13 lutego | 2002 | Park City   | Utah Olympic Park | K-120   | N/A | indywid. | 85,0 m       | 39,0 pkt     | 66.          | Nie zakwalifikował się | Nie zakwalifikował się | Nie zakwalifikował się | Nie zakwalifikował się | Simon Ammann   |

### Zimowe Igrzyska Olimpijskie 2006
Drugie igrzyska, na których mogliśmy ujrzeć estońskich skoczków. Do Włoch przyjechała dwójka zawodników: Jaan Jüris i Jens Salumäe. Na skoczni normalnej obydwu udało się przejść przez kwalifikacje i wystąpić w konkursie. Jaan Jüris zajął w nim ostanie 50. miejsce, natomiast Jens Salumäe zakończył zawody na 32. miejscu. Na skoczni dużej w kwalifikacjach odpadł Jaan Jüris, przez co w głównym konkursie oglądaliśmy tylko jednego Estończyka Jensa Salumäe. Skoczkowi udało się wejść do 2. serii dzięki skokowi na 108,5 m, co było pierwszym przypadkiem w którym skoczek z Estonii wystąpił w obu seriach konkursu olimpijskiego. W 2. serii skoczył on na odległość 118,0 m, co dało mu ostatecznie 23. miejsce. Do tej pory jest to najwyższa lokata zajęta przez Estończyka w konkursie indywidualnym na igrzyskach.

#### Skład zespołu:
- Jaan Jüris

- Jens Salumäe

#### Konkurs indywidualny na skoczniHS-106
| Miejsce | Zawodnik     | Dzień     | Rok  | Miejscowość | Skocznia           | Punkt K | HS     | Konkurs  | Kwalifikacje | Kwalifikacje | Kwalifikacje | Konkurs główny | Konkurs główny | Konkurs główny | Konkurs główny | Konkurs główny |
| Miejsce | Zawodnik     | Dzień     | Rok  | Miejscowość | Skocznia           | Punkt K | HS     | Konkurs  | Skok         | Nota         | Miejsce      | Skok 1         | Skok 2         | Nota           | Strata         | Zwycięzca      |
| ------- | ------------ | --------- | ---- | ----------- | ------------------ | ------- | ------ | -------- | ------------ | ------------ | ------------ | -------------- | -------------- | -------------- | -------------- | -------------- |
| 50.     | Jaan Jüris   | 12 lutego | 2006 | Pragelato   | Trampolino a Monte | K-95    | HS-106 | indywid. | 92,0 m       | 107,0 pkt    | 32.          | 84,5 m         | N/Q            | 88,5 pkt       | 178,0 pkt      | Lars Bystøl    |
| 32.     | Jens Salumäe | 12 lutego | 2006 | Pragelato   | Trampolino a Monte | K-95    | HS-106 | indywid. | 97,0 m       | 117,5 pkt    | 15.          | 94,5 m         | N/Q            | 112,0 pkt      | 154,5 pkt      | Lars Bystøl    |

#### Konkurs indywidualny na skoczniHS-140
| Miejsce | Zawodnik     | Dzień     | Rok  | Miejscowość | Skocznia           | Punkt K | HS     | Konkurs  | Kwalifikacje | Kwalifikacje | Kwalifikacje | Konkurs główny         | Konkurs główny         | Konkurs główny         | Konkurs główny         | Konkurs główny     |
| Miejsce | Zawodnik     | Dzień     | Rok  | Miejscowość | Skocznia           | Punkt K | HS     | Konkurs  | Skok         | Nota         | Miejsce      | Skok 1                 | Skok 2                 | Nota                   | Strata                 | Zwycięzca          |
| ------- | ------------ | --------- | ---- | ----------- | ------------------ | ------- | ------ | -------- | ------------ | ------------ | ------------ | ---------------------- | ---------------------- | ---------------------- | ---------------------- | ------------------ |
| NQ      | Jaan Jüris   | 18 lutego | 2006 | Pragelato   | Trampolino a Monte | K-125   | HS-140 | indywid. | 94,0 m       | 52,2 pkt     | 48.          | Nie zakwalifikował się | Nie zakwalifikował się | Nie zakwalifikował się | Nie zakwalifikował się | Thomas Morgenstern |
| 23.     | Jens Salumäe | 18 lutego | 2006 | Pragelato   | Trampolino a Monte | K-125   | HS-140 | indywid. | 108,5 m      | 80,3 pkt     | 28.          | 118,0 m                | 120,5 m                | 203,8 pkt              | 73,1 pkt               | Thomas Morgenstern |

### Zimowe Igrzyska Olimpijskie 2014
Po 8 latach przerwy znowu na igrzyskach mogliśmy oglądać Estońskich skoczków. W zawodach wystąpiło dwóch zawodników: Kaarel Nurmsalu oraz Siim-Tanel Sammelselg. Dla obu były to pierwsze, jak i zarazem ostatnie Igrzyska olimpijskie, w których brali udział. W konkursach na skoczni normalnej i dużej wystąpił Kaarel Nurmsalu, natomiast Siim-Tanel Sammelselg dwukrotnie kończył rywalizację na kwalifikacjach. 

#### Skład zespołu:
- Kaarel Nurmsalu
- Siim-Tanel Sammelselg

#### Konkurs indywidualny na skoczniHS-106
| Miejsce | Zawodnik              | Dzień    | Rok  | Miejscowość           | Skocznia       | Punkt K | HS     | Konkurs  | Kwalifikacje | Kwalifikacje | Kwalifikacje | Konkurs główny         | Konkurs główny         | Konkurs główny         | Konkurs główny         | Konkurs główny |
| Miejsce | Zawodnik              | Dzień    | Rok  | Miejscowość           | Skocznia       | Punkt K | HS     | Konkurs  | Skok         | Nota         | Miejsce      | Skok 1                 | Skok 2                 | Nota                   | Strata                 | Zwycięzca      |
| ------- | --------------------- | -------- | ---- | --------------------- | -------------- | ------- | ------ | -------- | ------------ | ------------ | ------------ | ---------------------- | ---------------------- | ---------------------- | ---------------------- | -------------- |
| 38.     | Kaarel Nurmsalu       | 9 lutego | 2014 | Soczi/Krasnaja Polana | Russkije Gorki | K-95    | HS-106 | indywid. | 92,0 m       | 106,6 pkt    | 32.          | 95,0 m                 | N/Q                    | 113,3 pkt              | 164,7 pkt              | Kamil Stoch    |
| NQ      | Siim-Tanel Sammelselg | 9 lutego | 2014 | Soczi/Krasnaja Polana | Russkije Gorki | K-95    | HS-106 | indywid. | 73,0 m       | 66,2 pkt     | 51.          | Nie zakwalifikował się | Nie zakwalifikował się | Nie zakwalifikował się | Nie zakwalifikował się | Kamil Stoch    |

#### Konkurs indywidualny na skoczniHS-140
| Miejsce | Zawodnik              | Dzień     | Rok  | Miejscowość           | Skocznia       | Punkt K | HS     | Konkurs  | Kwalifikacje | Kwalifikacje | Kwalifikacje | Konkurs główny         | Konkurs główny         | Konkurs główny         | Konkurs główny         | Konkurs główny |
| Miejsce | Zawodnik              | Dzień     | Rok  | Miejscowość           | Skocznia       | Punkt K | HS     | Konkurs  | Skok         | Nota         | Miejsce      | Skok 1                 | Skok 2                 | Nota                   | Strata                 | Zwycięzca      |
| ------- | --------------------- | --------- | ---- | --------------------- | -------------- | ------- | ------ | -------- | ------------ | ------------ | ------------ | ---------------------- | ---------------------- | ---------------------- | ---------------------- | -------------- |
| 41.     | Kaarel Nurmsalu       | 15 lutego | 2014 | Soczi/Krasnaja Polana | Russkije Gorki | K-125   | HS-140 | indywid. | 125,0 m      | 103,6 pkt    | 24.          | 124,5 m                | N/Q                    | 105,9 pkt              | 172,8 pkt              | Kamil Stoch    |
| NQ      | Siim-Tanel Sammelselg | 15 lutego | 2014 | Soczi/Krasnaja Polana | Russkije Gorki | K-125   | HS-140 | indywid. | 107,5 m      | 69,0 pkt     | 49.          | Nie zakwalifikował się | Nie zakwalifikował się | Nie zakwalifikował się | Nie zakwalifikował się | Kamil Stoch    |

### Zimowe Igrzyska Olimpijskie 2018
Na rozgrywające się w Pjongczangu igrzyska przyjechała trójka skoczków: Artti Aigro, Kevin Maltsev i Martti Nõmme. Dla wszystkich był to debiut na tego typu imprezie.

#### Skład zespołu:
- Artti Aigro
- Kevin Maltsev
- Martti Nõmme

#### Konkurs indywidualny na skoczniHS-109
| Miejsce | Zawodnik      | Dzień     | Rok  | Miejscowość | Skocznia              | Punkt K | HS     | Konkurs  | Kwalifikacje | Kwalifikacje | Kwalifikacje | Konkurs główny         | Konkurs główny         | Konkurs główny         | Konkurs główny         | Konkurs główny    |
| Miejsce | Zawodnik      | Dzień     | Rok  | Miejscowość | Skocznia              | Punkt K | HS     | Konkurs  | Skok         | Nota         | Miejsce      | Skok 1                 | Skok 2                 | Nota                   | Strata                 | Zwycięzca         |
| ------- | ------------- | --------- | ---- | ----------- | --------------------- | ------- | ------ | -------- | ------------ | ------------ | ------------ | ---------------------- | ---------------------- | ---------------------- | ---------------------- | ----------------- |
| NQ      | Artti Aigro   | 10 lutego | 2018 | Pjongczang  | Alpensia Jumping Park | K-98    | HS-109 | indywid. | 81,5 m       | 80,0 pkt     | 55.          | Nie zakwalifikował się | Nie zakwalifikował się | Nie zakwalifikował się | Nie zakwalifikował się | Andreas Wellinger |
| NQ      | Kevin Maltsev | 10 lutego | 2018 | Pjongczang  | Alpensia Jumping Park | K-98    | HS-109 | indywid. | 79,0 m       | 74,2 pkt     | 56.          | Nie zakwalifikował się | Nie zakwalifikował się | Nie zakwalifikował się | Nie zakwalifikował się | Andreas Wellinger |
| 47.     | Martti Nõmme  | 10 lutego | 2018 | Pjongczang  | Alpensia Jumping Park | K-98    | HS-109 | indywid. | 87,0 m       | 88,2 pkt     | 48.          | 84,0 m                 | N/Q                    | 73,8 pkt               | 185,5 pkt              | Andreas Wellinger |

#### Konkurs indywidualny na skoczniHS-142
| Miejsce | Zawodnik      | Dzień     | Rok  | Miejscowość | Skocznia              | Punkt K | HS     | Konkurs  | Kwalifikacje      | Kwalifikacje      | Kwalifikacje      | Konkurs główny         | Konkurs główny         | Konkurs główny         | Konkurs główny         | Konkurs główny |
| Miejsce | Zawodnik      | Dzień     | Rok  | Miejscowość | Skocznia              | Punkt K | HS     | Konkurs  | Skok              | Nota              | Miejsce           | Skok 1                 | Skok 2                 | Nota                   | Strata                 | Zwycięzca      |
| ------- | ------------- | --------- | ---- | ----------- | --------------------- | ------- | ------ | -------- | ----------------- | ----------------- | ----------------- | ---------------------- | ---------------------- | ---------------------- | ---------------------- | -------------- |
| 48.     | Artti Aigro   | 17 lutego | 2018 | Pjongczang  | Alpensia Jumping Park | K-125   | HS-142 | indywid. | 121,5 m           | 86,8 pkt          | 39.               | 107,0 m                | N/Q                    | 79,4 pkt               | 206,3 pkt              | Kamil Stoch    |
| NQ      | Kevin Maltsev | 17 lutego | 2018 | Pjongczang  | Alpensia Jumping Park | K-125   | HS-142 | indywid. | Zdyskwalifikowany | Zdyskwalifikowany | Zdyskwalifikowany | Nie zakwalifikował się | Nie zakwalifikował się | Nie zakwalifikował się | Nie zakwalifikował się | Kamil Stoch    |
| 43.     | Martti Nõmme  | 17 lutego | 2018 | Pjongczang  | Alpensia Jumping Park | K-125   | HS-142 | indywid. | 114,0 m           | 77,2 pkt          | 44.               | 118,0 m                | N/Q                    | 96,5 pkt               | 189,2 pkt              | Kamil Stoch    |

### Zimowe Igrzyska Olimpijskie 2022
Na igrzyska przyjechało dwóch skoczków: Artti Aigro i Kevin Maltsev. W konkursie na skoczni dużej Artti Aigro zajął 30. miejsce, co jest drugim najlepszym wynikiem estońskich skoczków na zimowych igrzyskach.

#### Skład zespołu:
- Artti Aigro
- Kevin Maltsev

#### Konkurs indywidualny na skoczniHS-106
| Miejsce | Zawodnik      | Dzień    | Rok  | Miejscowość       | Skocznia  | Punkt K | HS     | Konkurs  | Kwalifikacje | Kwalifikacje | Kwalifikacje | Konkurs główny | Konkurs główny | Konkurs główny | Konkurs główny | Konkurs główny  |
| Miejsce | Zawodnik      | Dzień    | Rok  | Miejscowość       | Skocznia  | Punkt K | HS     | Konkurs  | Skok         | Nota         | Miejsce      | Skok 1         | Skok 2         | Nota           | Strata         | Zwycięzca       |
| ------- | ------------- | -------- | ---- | ----------------- | --------- | ------- | ------ | -------- | ------------ | ------------ | ------------ | -------------- | -------------- | -------------- | -------------- | --------------- |
| 34.     | Artti Aigro   | 6 lutego | 2022 | Pekin/Zhangjiakou | Snow Ruyi | K-95    | HS-106 | indywid. | 86,0 m       | 80,0 pkt     | 33.          | 97,0 m         | N/Q            | 116,7 pkt      | 158,3 pkt      | Ryōyū Kobayashi |
| 40.     | Kevin Maltsev | 6 lutego | 2022 | Pekin/Zhangjiakou | Snow Ruyi | K-95    | HS-106 | indywid. | 89,5 m       | 80,2 pkt     | 32.          | 96,5 m         | N/Q            | 112,5 pkt      | 162,5 pkt      | Ryōyū Kobayashi |

#### Konkurs indywidualny na skoczniHS-140
| Miejsce | Zawodnik      | Dzień     | Rok  | Miejscowość       | Skocznia  | Punkt K | HS     | Konkurs  | Kwalifikacje | Kwalifikacje | Kwalifikacje | Konkurs główny | Konkurs główny | Konkurs główny | Konkurs główny | Konkurs główny |
| Miejsce | Zawodnik      | Dzień     | Rok  | Miejscowość       | Skocznia  | Punkt K | HS     | Konkurs  | Skok         | Nota         | Miejsce      | Skok 1         | Skok 2         | Nota           | Strata         | Zwycięzca      |
| ------- | ------------- | --------- | ---- | ----------------- | --------- | ------- | ------ | -------- | ------------ | ------------ | ------------ | -------------- | -------------- | -------------- | -------------- | -------------- |
| 30.     | Artti Aigro   | 12 lutego | 2022 | Pekin/Zhangjiakou | Snow Ruyi | K-125   | HS-140 | indywid. | 117,0 m      | 102,0 pkt    | 31.          | 130,0 m        | 127,5 m        | 239,3 pkt      | 56,8 pkt       | Marius Lindvik |
| 37.     | Kevin Maltsev | 12 lutego | 2022 | Pekin/Zhangjiakou | Snow Ruyi | K-125   | HS-140 | indywid. | 113,0 m      | 94,3 pkt     | 41.          | 126,5 m        | N/Q            | 113,6 pkt      | 182,5 pkt      | Marius Lindvik |

## Punkty

### Zawodnicy punktujący w Pucharze Świata/Letnim Grand Prix

#### Mężczyźni
| Lp. | Zawodnik        | Liczba punktów |
| --- | --------------- | -------------- |
| 1.  | Artti Aigro     | 283            |
| 2.  | Kaarel Nurmsalu | 94             |
| 3.  | Jaan Jüris      | 30             |
| 4.  | Jens Salumäe    | 29             |
| 5.  | Kevin Maltsev   | 1              |

| Lp. | Zawodnik        | Liczba punktów |
| --- | --------------- | -------------- |
| 1.  | Artti Aigro     | 227            |
| 2.  | Kevin Maltsev   | 50             |
| 3.  | Jens Salumäe    | 37             |
| 4.  | Kaarel Nurmsalu | 26             |
| 5.  | Martti Nõmme    | 3              |

## Kluby narciarskie
W 2013 w mistrzostwach kraju wystartowało 5 klubów:
- Elva Suusaklubi
- Nõmme SK
- Otepää Spordiklubi
- SÜ Taevatäht
- Võru Spordikool

## Dawni skoczkowie estońscy
Skoczkowie estońscy, którzy zakończyli/zawiesili karierę sportową lub zmienili dyscyplinę:
- Jens Salumäe
- Jaan Jüris
- Jouko Hein
- Tambet Pikkor
- Kaarel Nurmsalu
- Siim-Tanel Sammelselg
- Kristjan Ehman
- Kristjan Eljand
- Tõnis Kartau
- Illimar Pärn
- Mats Piho
- Karl-August Tiirmaa
- Kristjan Ilves
- Taavi Pappel
- Martti Nõmme